# Oldřich Burger
Oldřich Burger (9. července 1922 – 8. října 1991) byl český a československý politik Československé strany socialistické, poslanec České národní rady a Sněmovny národů Federálního shromáždění za normalizace.

## Biografie
Po federalizaci Československa usedl do Sněmovny národů Federálního shromáždění. Mandát nabyl až dodatečně v prosinci roku 1969. Do funkce ho nominovala Česká národní rada, v níž tehdy rovněž zasedal. V roce 1969 se uvádí jako vedoucí oddělení Městského výboru ČSS v Praze.
K roku 1971 a 1976 se profesně uvádí jako tajemník Ústředního výboru Národní fronty České socialistické republiky.
Opětovně byl zvolen do federálního parlamentu ve volbách roku 1971, kdy zasedl do české části Sněmovny národů (volební obvod č. 52 - Gottwaldov, Jihomoravský kraj). Mandát obhájil i ve volbách roku 1976 (obvod Gottwaldov) a volbách roku 1981. V parlamentu setrval do konce volebního období, tedy do voleb roku 1986.